# TAAR5
TAAR5 (англ. Trace amine associated receptor 5) – білок, який кодується однойменним геном, розташованим у людей на короткому плечі 6-ї хромосоми. Довжина поліпептидного ланцюга білка становить 337 амінокислот, а молекулярна маса — 38 242.
| 10         |  | 20         |  | 30         |  | 40         |  | 50         |
| ---------- |  | ---------- |  | ---------- |  | ---------- |  | ---------- |
| MRAVFIQGAE |  | EHPAAFCYQV |  | NGSCPRTVHT |  | LGIQLVIYLA |  | CAAGMLIIVL |
| GNVFVAFAVS |  | YFKALHTPTN |  | FLLLSLALAD |  | MFLGLLVLPL |  | STIRSVESCW |
| FFGDFLCRLH |  | TYLDTLFCLT |  | SIFHLCFISI |  | DRHCAICDPL |  | LYPSKFTVRV |
| ALRYILAGWG |  | VPAAYTSLFL |  | YTDVVETRLS |  | QWLEEMPCVG |  | SCQLLLNKFW |
| GWLNFPLFFV |  | PCLIMISLYV |  | KIFVVATRQA |  | QQITTLSKSL |  | AGAAKHERKA |
| AKTLGIAVGI |  | YLLCWLPFTI |  | DTMVDSLLHF |  | ITPPLVFDIF |  | IWFAYFNSAC |
| NPIIYVFSYQ |  | WFRKALKLTL |  | SQKVFSPQTR |  | TVDLYQE    |  |            |

A: Аланін

C: Цистеїн

D: Аспарагінова кислота

E: Глутамінова кислота

F: Фенілаланін

G: Гліцин

H: Гістидин

I: Ізолейцин

K: Лізин

L: Лейцин

M: Метіонін

N: Аспарагін

P: Пролін

Q: Глутамін

R: Аргінін

S: Серин

T: Треонін

V: Валін

W: Триптофан

Кодований геном білок за функціями належить до рецепторів, g-білокспряжених рецепторів, білків внутрішньоклітинного сигналінгу. 
Локалізований у клітинній мембрані, мембрані.